# Brachauchenius lucasi
Brachauchenius lucasi fou un reptil marí de la família dels plesiosaures que visqué durant el Cretaci superior, fa més de 80 milions d'anys. Les seves restes han sigut trobades a Kansas i Texas, Estats Units.

## Descripció
Aquest animal (el seu nom científic vol dir coll curt) fou un dels darrers grans plesiosaures amb el cap gran i el coll curt, una forma que tenien tots els pliosaures. Les seves mides eren molt grans: 12 metres d'envergadura i el seu crani feia més d'1,53 metres de llargada, amb dents llargues. El coll era robust i curt amb només onze vèrtebres cervicals.

## Classificació
Aquest plesiosaure va ser descrit per primer cop per Samuel Willinston en 1903 i va ser classificat dins del grup dels pliosaures. Les característiques del crani han fet afirmar alguns científics que aquest animal podia ser una evolució dels elasmosàurids de coll llarg així com els de coll curt i cap gran que van ocupar l'espai ecològic dels superdepredadors marins que van deixar buit els pliosaures com Pliosaurus i Liopleurodon. Brachachenius probablement va ser un pliosaure típic de la mateixa família que Kronosaurus. Un altre pliosaure del cretaci, encara més gran fou Megacepahlosaurus.

## Vida
El Bracauchenius era un dels més grans predadors del mar occidental que s'havia format com un canal intern en el cretaci superior en l'Amèrica del Nord actual. Les seves víctimes eren, segurament, grans peixos (Xiphadactinus), altres rèptils marins més petits (mosasaures, com Plateocarpus), grans cefalòpodes (Tusotheuthis) i, de vegades, ocells marins com Hesperornis.